# Paučkove partizanske bolnišnice
Paučkove partizanske bolnišnice so skrivne partizanske bolnišnice, ki so delovale med 2. svetovno vojno na območju zahodnega Pohorja. Ime so dobile po partizanskem zdravniku dr. Ivanu Kopaču, ki je imel partizansko ime Pauček.  Okupatorju bolnišnic ni nikoli uspelo odkriti, čeprav so območje večkrat preiskali.
Preden so bile zgrajene Paučkove partizanske bolnišnice so ranjence iz Mislinjske doline in zahodnega Pohorja skrivali na nekaterih kmetijah. Potem ko je 14. partizanska divizija v boju proti okupatorju izgubila polovico svojih pripadnikov, so se v začetku aprila leta 1944 odločili, da na tem območju postavijo skrivne bolnišnice. Pred tem so uporabljali podzemne bunkerje, vendar so bili polni vlage in brez svetlobe, primanjkovalo pa jim je tudi zdravnikov. Za gradnjo je bil skupaj z ekipo zadolžen dr. Ivan Kopač. Ekipa je v začetku maja 1944 postavila prvi objekt, do konca vojne pa je bilo postavljenih skupno šest partizanskih bolnišnic, sanitetni ekonomat in lekarna. 
V Paučkovih partizanskih bolnišnicah je bilo oskrbovanih okoli 300 ranjencev, umrlo pa jih je trinajst.

## Bolnišnica Trška gora
Bolnišnica leži na nadmorski višini 950m nad grapo potoka Porodnica in je delovala od 1. januarja leta 1945 do konca vojne.

### Obnovitev bolnišnice
Po koncu 2. svetovne vojne je bolnišnica začela propadati. Prvič so jo obnovili leta 1989 (tri objekte in stranišče), leta 2010 pa jo je prenovil še Koroški muzej ob podpori ministrstva za kulturo in pod vodstvom Zavoda za varstvo kulturne dediščine Maribor. Bolnišnica Trška gora velja tudi za kulturni spomenik državnega pomena.